# Frankrijk op het Eurovisiesongfestival 2015
Frankrijk nam deel aan het Eurovisiesongfestival 2015 in Wenen, Oostenrijk. Het was de 58ste deelname van het land op het Eurovisiesongfestival. France 2 was verantwoordelijk voor de Franse bijdrage voor de editie van 2015.

## Selectieprocedure
Op 27 augustus 2014 raakte bekend dat Frankrijk ook in 2015 zou deelnemen aan het Eurovisiesongfestival. Na afloop van het Eurovisiesongfestival 2014, waarin Frankrijk voor het eerst in de geschiedenis op de laatste plaats was geëindigd, besliste France Télévisions wel om de verantwoordelijkheid over het Eurovisiesongfestival over te dragen van France 3 naar hoofdzender France 2, waar het festival eerder reeds werd uitgezonden tot 1998. De directie hoopte daarmee de interesse in het festival op te krikken in eigen land.
Nadat er in 2014 zonder succes werd overgestapt naar een nationale finale, besloot France 2 om voor 2015 wederom intern een inzending te selecteren. Op 23 januari 2015 maakte de staatsomroep bekend dat de keuze was gevallen op Lisa Angell, die in Wenen het volledig in het Frans vertolkte N'oubliez pas ten gehore zou brengen.

## In Wenen

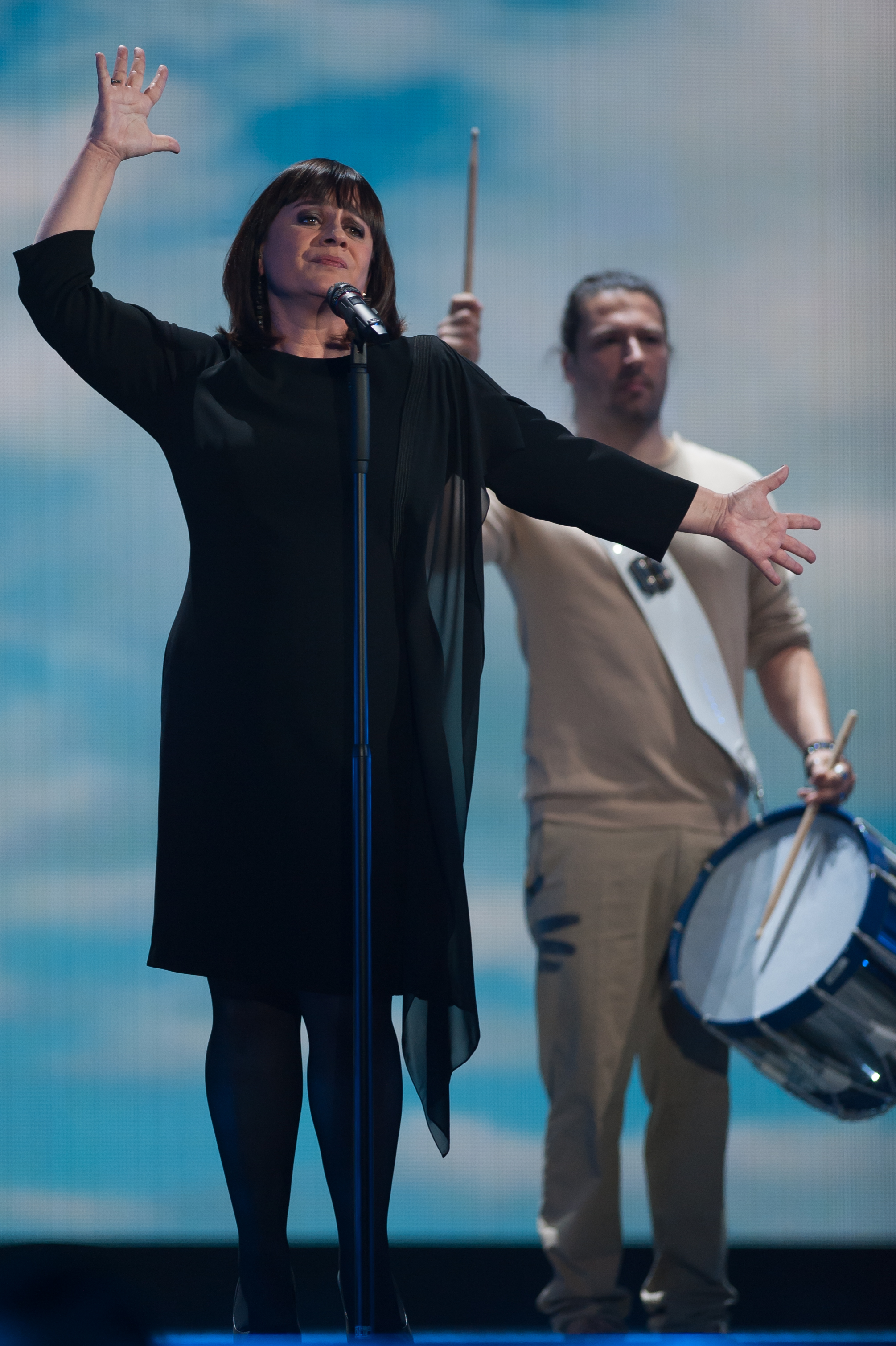
Lisa Angell op het songfestival

Als lid van de vijf grote Eurovisielanden mocht Frankrijk rechtstreeks deelnemen aan de grote finale, op zaterdag 23 mei 2015.
In de finale trad Frankrijk als tweede van de 27 acts aan, na Maraaya uit Slovenië en voor Nadav Guedj uit Israël. Frankrijk eindigde als vijfentwintigste met 4 punten.
1956 · 1957 · 1958 · 1959 · 1960 · 1961 · 1962 · 1963 · 1964 · 1965 · 1966 · 1967 · 1968 · 1969 · 1970 · 1971 · 1972 · 1973 · 1974 · 1975 · 1976 · 1977 · 1978 · 1979 · 1980 · 1981 · 1982 · 1983 · 1984 · 1985 · 1986 · 1987 · 1988 · 1989 · 1990 · 1991 · 1992 · 1993 · 1994 · 1995 · 1996 · 1997 · 1998 · 1999 · 2000 · 2001 · 2002 · 2003 · 2004 · 2005 · 2006 · 2007 · 2008 · 2009 · 2010 · 2011 · 2012 · 2013 · 2014 · 2015 · 2016 · 2017 · 2018 · 2019 · 2020 · 2021 · 2022 · 2023 · 2024 · 2025
Albanië · Armenië · Australië · Azerbeidzjan · België · Cyprus · Denemarken · Duitsland · Estland · Finland · Frankrijk · Georgië · Griekenland · Hongarije · Ierland · IJsland · Israël · Italië · Letland · Litouwen · Macedonië · Malta · Moldavië · Montenegro · Nederland · Noorwegen · Oostenrijk · Polen · Portugal · Roemenië · Rusland · San Marino · Servië · Slovenië · Spanje · Tsjechië · Verenigd Koninkrijk · Wit-Rusland · Zweden · Zwitserland